# Popenaias
Popenaias је род слатководних шкољки из породице Unionidae, речне шкољке.

## Врсте
Врсте у оквиру рода Popenaias:
- Popenaias buckleyi
- Popenaias metallica
- Popenaias popeii
- Popenaias tehuantepecensis